# Fuglebakken KFUM Århus
Fuglebakken KFUM Århus er en dansk idrætsforening i Aarhus, hjemhørende i bydelen Hasle. Foreningen blev grundlagt i 2008, da klubberne KFUMs Boldklub Århus og Idrætsforeningen Hasle Fuglebakken fusionerede.
Klubbens bedste fodboldhold på spiller i 2024-25-sæsonen i Jyllandsserien.